# Green Valley, New South Wales
Green Valley este o suburbie în Sydney, Australia.